# Борский корабел
«Борский корабел» — российская команда по игре в спортивный вариант игры «Что? Где? Когда?», чемпион мира (2016, 2019), чемпион России (2016, 2017).
Команда дважды побеждала на чемпионатах Москвы и России — в 2016 и 2017 году, дважды становилась бронзовым призёром чемпионата мира — в 2015 и 2017 году, а в 2016 и 2019 году выигрывала золото чемпионата мира. Победитель Кубка Москвы 2015 года и серебряный призёр 2016 и 2017 года, а также двукратный чемпион Москвы 2016 и 2017 года.
Капитан — Михаил Савченков. За команду также выступала член Элитарного Клуба «Что? Где? Когда?», двукратная обладательница «Хрустальной совы» Елизавета Овдеенко.
3 декабря 2016 года команда приняла решение прекратить играть с обсчетом рейтинга.

## Выступления на чемпионатах России
На XVI чемпионате России по «Что? Где? Когда?» (2016), проходившем в Воронеже и собравшем 75 команд, «Борский корабел» стал победителем, ответив на 60 вопросов из 90, и уверенно опередив команды «Рабочее название» из Санкт-Петербурга и «Мираж» из Самары на 3 и 4 очка соответственно.
На следующем, XVII чемпионате России (2017), который проходил 7-8 мая в Санкт-Петербурге и собрал 89 команд из 30 регионов России, интрига сохранялась до последнего тура. Несмотря на отставание в 4 взятых вопроса от «Команды Губанова» и в 3 от все того же «Рабочего названия» перед последними тридцатью вопросами, команда Михаила Савченкова все же смогла взять золото, ответив на 59 вопросов из 90. Тем самым, команда «Рабочее название» снова стала серебряным призёром, отстав на 1 очко, а «Команда Губанова» довольствовалась бронзой, проиграв победителю 2 вопроса.

## Выступления на чемпионатах мира
На XIII Чемпионате мира по «Что? Где? Когда?» (2015), проходившем 13-14 ноября в Тбилиси, за первое место боролись 59 команд из 24 стран мира. В первый игровой день, в рамках отборочного этапа к финальной части чемпионата мира, «Борский корабел» ответил на 46 вопросов из 60, что на один меньше, чем у занявшего первое место на этом этапе «Рабочего названия». В финальный день, на дистанции в 48 вопросов, коллектив Михаила Савченкова ответил на 30 и забрал себе лишь бронзу, пропустив вперед команды Алексея Богословского («Сборная Кирибати», 2 место) и Сергея Николенко («Рабочее название», 1 место).
XIV Чемпионат мира по «Что? Где? Когда?» (2016), собравший 12-13 ноября в армянском Цахкадзоре 56 команд из 23 стран, стал триумфальным для московской команды. В отборочном этапе она поделила первое место с «Ксепом», набрав 46 очков из 60. Во второй день «Борский корабел» также стал лучшим, ответив на 37 вопросов из 48, оставив позади тот самый «Ксеп» и «Рабочее название», которые разыграли серебряные и бронзовые медали в перестрелке, где лучшими оказались прошлогодние чемпионы.
Юбилейный XV Чемпионат мира по «Что? Где? Когда?» (2017), в котором приняло участие 69 команд из 26 стран, проходил в Астане 4-5 ноября и впервые был проведен по новой системе. Три отборочных этапа действующие чемпионы мира провели неровно, ответив на 22, 20 и 13 вопросов из 30 соответственно. Оставшись по итогам в группе «А», на финальной дистанции в 30 вопросов «Борский корабел» набрал 18 очков, разделив 3-5 место, пропустив вперёд «Команду Губанова» и «Рабочее название», которая стала двукратным чемпионом мира. В перестрелке за бронзовые медали «Борский корабел» сражался против московского «Ксепа» и самарского «Миража». Третий вопрос перестрелки был по силам лишь команде Михаила Савченкова, которая и заняла третье место..
Своё второе золото в истории «Борский корабел» («Команда Михаила Савченкова») выиграли на XVII Чемпионате мира по «Что? Где? Когда» (2019) в Баку, одержав победу в перестрелке за первое место у «Команды Губанова» («Команда Алексея Гилёва») из Санкт-Петербурга. Всего в этом турнире приняли участие 74 команды из 27 стран мира, а бронзовую медаль, так же в результате перестрелки, заполучили игроки команды «Кошка или Сова» («Команда Евгения Дёмина») из Нижнего Новгорода.